# Decker (Indiana)
Decker é uma cidade  localizada no estado americano de Indiana, no Condado de Knox.

## Demografia
Segundo o censo americano de 2000, a sua população era de 283 habitantes.
Em 2006, foi estimada uma população de 276, um decréscimo de 7 (-2.5%).

## Geografia
De acordo com o United States Census Bureau tem uma área de
0,7 km², dos quais 0,7 km² cobertos por terra e 0,0 km² cobertos por água. Decker localiza-se a aproximadamente 124 m acima do nível do mar.

## Localidades na vizinhança
O diagrama seguinte representa as localidades num raio de 20 km ao redor de Decker.